# ملعب بافلودار المركزي
ملعب بافلودار المركزي (بالقازاقية: Орталық стадион)‏ هو ملعب متعدد الأغراض، يقع في مدينة بافلودار في كازاخستان، يتسع الملعب لـ 12,000 متفرج وهو الملعب الرئيسي لنادي إيرتيش بافلودار.